# Paranesaulax gracilicornis
Paranesaulax gracilicornis är en stekelart som först beskrevs av Gyöö Viktor Szépligeti 1901.  Paranesaulax gracilicornis ingår i släktet Paranesaulax och familjen bracksteklar. Inga underarter finns listade i Catalogue of Life.